# A magyar labdarúgó-válogatott 2015. szeptember 4-i mérkőzése
A magyar labdarúgó-válogatott Európa-bajnoki selejtezője Románia ellen, 2015. szeptember 4-én. Ez volt a magyar labdarúgó-válogatott 897. hivatalos mérkőzése és a két válogatott egymás elleni 25. összecsapása.

## Előzmények
A magyar labdarúgó-válogatottnak a román labdarúgó-válogatott elleni volt a negyedik mérkőzése a 2015-ös esztendőben. Az elsőre március 29-én került sor Budapesten Görögország ellen (Eb-selejtező, 0–0), a másodikra június 5-én Debrecenben a Nagyerdei stadionban Litvánia ellen (barátságos, 4–0), a harmadikra június 13-án Helsinkiben, Finnország ellen, szintén Európa-bajnoki selejtező keretében, melynek 1–0 lett a végeredménye a magyar válogatott javára.

A két ország válogatottja legutóbb 2014. október 11-én csapott össze egymással szintén a 2016-os Európa-bajnoki selejtező keretében. A Bukarestben, a Nemzeti Stadionban, majdnem teltház, 54 000 néző előtt lezajlott találkozón 1–1 lett a végeredmény. 

Eddig 24-szer találkozott a két válogatott egymással. Az első mérkőzésen, 1936. október 4-én Bukarestben 2–1-re nyert a hazai válogatott. A mai találkozó előtt összesítésben 11 magyar siker, 7 döntetlen és 6 román győzelem a statisztika. 

A találkozó előtt a selejtezőcsoportban hat-hat mérkőzést játszott minden csapat. A csoport élén a románok álltak 14 ponttal, mögöttük a 2. helyen az északírek 1 ponttal lemaradva, míg a 3. helyen a magyarok 11 ponttal. 

## Helyszín
A találkozót Budapesten rendezték meg, a Groupama Arénában, melyben ez a találkozó lesz az 5. válogatott összecsapás.
A mérkőzésre kevesebb mint 20 óra alatt valamennyi belépő elkelt. Amint azt az MLSZ előzetesen jelezte, minden jó szándéka ellenére a 202 ezer klubkártya tulajdonos és a kártya nélkül jegyet vásárolni szándékozó szurkolóknak csak töredéke jutott belépőhöz, hiszen a Groupama Aréna mindössze 21 400 néző befogadására alkalmas. Az online jegyértékesítési rendszer lelassulása ellenére végül 4 512 belépő kivételével minden jegy az interneten talált gazdára.

## Keretek
megjegyzés: A táblázatokban szereplő adatok a mérkőzés előtti állapotnak megfelelőek.
Bernd Storck, a magyar labdarúgó-válogatott szövetségi kapitánya augusztus 28-án hirdette ki 25 fős válogatott keretét. Az utánpótláskorú játékosok közül Botka Endre, Kalmár Zsolt és Nagy Ádám maradt a végleges keretben. Két olyan játékos kaphat szerepet a románok elleni hazai és az északírek elleni idegenbeli selejtezőn, aki sem Dárdai Pálnál nem voltak kerettagok, és Bernd Storck 33-as bő keretében sem szerepelt még a nevük: Predrag Bošnjak, a Haladás bal oldali védője, illetve Bódi Ádám, a DVSC-Teva középpályása.
Az adatok a mérkőzés előtti állapotnak megfelelőek.
| Magyarország                      | Magyarország      | Magyarország                     | Magyarország | Magyarország | Magyarország         | Magyarország                         |
| Poszt                             | Név               | Születési idő és életkor         | Vál.         | Gól          | Klub                 | Utolsó válogatottság                 |
| --------------------------------- | ----------------- | -------------------------------- | ------------ | ------------ | -------------------- | ------------------------------------ |
| K                                 | Bogdán Ádám       | 1987. szeptember 27. (27 évesen) | 19           | 0            | Liverpool FC         | 2014. 03. 05-én Finnország ellen     |
| K                                 | Dibusz Dénes      | 1990. november 16. (24 évesen)   | 3            | 0            | Ferencvárosi TC      | 2015. 06. 05-én Litvánia ellen       |
| K                                 | Király Gábor      | 1976. április 1. (39 évesen)     | 95           | 0            | Szombathelyi Haladás | 2015. 06. 13-án Finnország ellen     |
| V                                 | Fiola Attila      | 1990. február 17. (25 évesen)    | 6            | 0            | Puskás Akadémia      | 2015. 06. 13-án Finnország ellen     |
| V                                 | Botka Endre       | 1994. augusztus 25. (21 évesen)  | 0            | 0            | Budapest Honvéd FC   | —                                    |
| V                                 | Juhász Roland     | 1983. július 1. (32 évesen)      | 86           | 6            | Videoton             | 2015. 03. 29-én Görögország ellen    |
| V                                 | Vanczák Vilmos    | 1983. június 20. (32 évesen)     | 78           | 4            | FC Sion              | 2014. 09. 07-én Észak-Írország ellen |
| V                                 | Lang Ádám         | 1993. január 17. (22 évesen)     | 4            | 0            | Videoton             | 2014. 11. 14-én Finnország ellen     |
| V                                 | Kádár Tamás       | 1990. március 14. (25 évesen)    | 22           | 0            | Lech Poznań          | 2015. 06. 13-án Finnország ellen     |
| V                                 | Guzmics Richárd   | 1987. április 16. (28 évesen)    | 7            | 0            | Wisła Kraków         | 2013. 10. 11-én Hollandia ellen      |
| V                                 | Leandro           | 1982. március 19. (33 évesen)    | 12           | 0            | Ferencvárosi TC      | 2015. 06. 05-én Litvánia ellen       |
| V                                 | Predrag Bošnjak   | 1985. november 13. (29 évesen)   | 1            | 0            | Szombathelyi Haladás | 2014. 06. 04-én Albánia ellen        |
| KP                                | Elek Ákos         | 1988. július 21. (27 évesen)     | 32           | 1            | Csangcsun Jataj      | 2015. 03. 29-én Görögország ellen    |
| KP                                | Nagy Ádám         | 1995. június 12. (20 évesen)     | 0            | 0            | Ferencvárosi TC      | —                                    |
| KP                                | Tőzsér Dániel     | 1985. május 12. (30 évesen)      | 29           | 1            | Queens Park Rangers  | 2015. 06. 13-án Finnország ellen     |
| KP                                | Bódi Ádám         | 1990. október 18. (24 évesen)    | 0            | 0            | Debreceni VSC        | —                                    |
| KP                                | Gera Zoltán       | 1979. április 22. (36 évesen)    | 82           | 24           | Ferencvárosi TC      | 2015. 06. 13-án Finnország ellen     |
| KP                                | Kalmár Zsolt      | 1995. június 9. (20 évesen)      | 5            | 0            | RB Leipzig           | 2014. 11. 18-án Oroszország ellen    |
| CS                                | Dzsudzsák Balázs  | 1986. december 23. (28 évesen)   | 69           | 16           | Gyinamo Moszkva      | 2015. 06. 13-án Finnország ellen     |
| CS                                | Németh Krisztián  | 1989. január 5. (26 évesen)      | 17           | 1            | Sporting Kansas City | 2015. 06. 13-án Finnország ellen     |
| CS                                | Nikolics Nemanja  | 1987. december 31. (27 évesen)   | 12           | 3            | Legia Warszawa       | 2015. 06. 05-én Litvánia ellen       |
| CS                                | Priskin Tamás     | 1986. szeptember 27. (28 évesen) | 47           | 16           | Slovan Bratislava    | 2015. 06. 05-én Litvánia ellen       |
| CS                                | Stieber Zoltán    | 1988. október 16. (26 évesen)    | 9            | 2            | Hamburger SV         | 2015. 06. 13-án Finnország ellen     |
| CS                                | Szalai Ádám       | 1987. december 9. (27 évesen)    | 24           | 8            | 1899 Hoffenheim      | 2015. 03. 29-én Görögország ellen    |
| CS                                | Lovrencsics Gergő | 1988. szeptember 1. (27 évesen)  | 8            | 0            | Lech Poznań          | 2014. 11. 18-án Oroszország ellen    |
| Szövetségi kapitány: Bernd Storck |                   |                                  |              |              |                      |                                      |

Anghel Iordănescu, a román labdarúgó-válogatott szövetségi kapitánya 2015. augusztus 31-én hirdette ki végleges, 24 fős válogatott keretét, amelybe hét Romániában játszó labdarúgó kapott meghívót.
| Románia                                | Románia            | Románia                         | Románia | Románia | Románia             | Románia              |
| Poszt                                  | Név                | Születési idő és életkor        | Vál.    | Gól     | Klub                | Utolsó válogatottság |
| -------------------------------------- | ------------------ | ------------------------------- | ------- | ------- | ------------------- | -------------------- |
| K                                      | Ciprian Tătărușanu | 1986. február 9. (29 évesen)    | 29      | 0       | ACF Fiorentina      |                      |
| K                                      | Costel Pantilimon  | 1987. február 1. (28 évesen)    | 20      | 0       | Sunderland AFC      |                      |
| K                                      | Silviu Lung Jr.    | 1989. június 4. (26 évesen)     | 3       | 0       | FC Astra Giurgiu    |                      |
| V                                      | Alexandru Mățel    | 1989. október 17. (25 évesen)   | 13      | 0       | Dinamo Zagreb       |                      |
| V                                      | Vlad Chiricheș     | 1989. november 14. (25 évesen)  | 32      | 0       | Napoli              |                      |
| V                                      | Dragoș Grigore     | 1986. szeptember 7. (28 évesen) | 12      | 0       | esz-Szaílija        |                      |
| V                                      | Cosmin Moți        | 1984. december 3. (30 évesen)   | 6       | 0       | Ludogorec Razgrad   |                      |
| V                                      | Dorin Goian        | 1980. december 12. (34 évesen)  | 62      | 7       | Asztérasz Trípolisz |                      |
| V                                      | Iasmin Latovlevici | 1986. május 11. (29 évesen)     | 8       | 0       | Gençlerbirliği      |                      |
| V                                      | Răzvan Raț         | 1981. május 26. (34 évesen)     | 103     | 2       | Rayo Vallecano      |                      |
| V                                      | Steliano Filip     | 1994. május 15. (21 évesen)     | 0       | 0       | Dinamo București    | —                    |
| V                                      | Paul Papp          | 1989. november 11. (25 évesen)  | 15      | 3       | Steaua București    |                      |
| KP                                     | Andrei Prepeliță   | 1985. december 8. (29 évesen)   | 4       | 0       | Ludogorec Razgrad   |                      |
| KP                                     | Mihai Pintilii     | 1984. november 9. (30 évesen)   | 24      | 1       | Hapóél Tel-Aviv     |                      |
| KP                                     | Ovidiu Hoban       | 1982. december 27. (32 évesen)  | 11      | 0       | Hapoel Be'er Sheva  |                      |
| KP                                     | Lucian Sânmărtean  | 1980. március 13. (35 évesen)   | 12      | 0       | ál-Ittihád          |                      |
| KP                                     | Gabriel Torje      | 1989. november 22. (25 évesen)  | 41      | 10      | Osmanlıspor         |                      |
| KP                                     | Alexandru Maxim    | 1990. július 8. (25 évesen)     | 21      | 2       | VfB Stuttgart       |                      |
| KP                                     | Adrian Popa        | 1988. július 24. (27 évesen)    | 6       | 0       | Steaua București    |                      |
| KP                                     | Alexandru Chipciu  | 1989. május 18. (26 évesen)     | 18      | 3       | Steaua București    |                      |
| CS                                     | Florin Andone      | 1993. április 11. (22 évesen)   | 1       | 0       | Córdoba             |                      |
| CS                                     | Claudiu Keșerü     | 1986. december 2. (28 évesen)   | 5       | 4       | Ludogorec Razgrad   |                      |
| CS                                     | Denis Alibec       | 1991. január 5. (24 évesen)     | 0       | 0       | Astra Giurgiu       | —                    |
| CS                                     | Constantin Budescu | 1989. február 19. (26 évesen)   | 0       | 0       | Astra Giurgiu       | —                    |
| Szövetségi kapitány: Anghel Iordănescu |                    |                                 |         |         |                     |                      |

## A mérkőzés
| 2015. szeptember 4. 20.45 (CEST) |

| Magyarország                      | 0 – 0       | Románia                                       |
| --------------------------------- | ----------- | --------------------------------------------- |
| Tőzsér 48' Szalai 62' Leandro 67' | Jegyzőkönyv | 21' Popa 50' Chiricheș 62' Keșerü 73' Chipciu |

| Groupama Aréna, Budapest Nézőszám: 22 060 Játékvezető: Felix Brych (német) Asszisztensek: Mark Borsch és Stefan Lupp |

### Az összeállítások
| Csapatszínek | Csapatszínek | Csapatszínek |
| Csapatszínek |              |              |
| Csapatszínek |              |              |
|              |              |              |
| Magyarország |              |              |

| Csapatszínek | Csapatszínek | Csapatszínek |
| Csapatszínek |              |              |
| Csapatszínek |              |              |
|              |              |              |
| Románia      |              |              |

Asszisztensek:

 Mark Borsch (német) (partvonal)

 Stefan Lupp (német) (partvonal)

 Bastian Dankert (német) (alapvonal)

 Marco Fritz (német) (alapvonal)

Negyedik játékvezető:

 Rafael Foltyn (német)

## Örökmérleg a mérkőzés után
| Magyarország |           | Románia |
| ------------ | --------- | ------- |
| 11           | Győzelem  | 6       |
| 8            | Döntetlen | 8       |
| 48           | Gólok     | 29      |
| 30/50        | Pontok    | 20/50   |
| 60,00%       | %         | 40,00%  |

A táblázatban a győzelemért 2 pontot számoltunk el.

### Összes mérkőzés
Győzelem
      Döntetlen
      Vereség
| No.        | Dátum         | Helyszín                        | Nézőszám          | Mérkőzés           | Eredmény                       | Gólszerző(k)                                                                      |
| ---------- | ------------- | ------------------------------- | ----------------- | ------------------ | ------------------------------ | --------------------------------------------------------------------------------- |
| 1. (196.)  | 1936. 10. 04. | Bukarest                        | 35 000            | barátságos         | Románia–Magyarország 1–2 (1–0) | Bindea 22' és Lázár 65', Toldi 83'                                                |
| 2. (224.)  | 1939. 10. 22. | Bukarest                        | 32 000            | barátságos         | Románia–Magyarország 1–1 (0–0) | Spielmann 78' és Tóth Mátyás 76'                                                  |
| 3. (229.)  | 1940. 05. 19. | Budapest, Üllői út              | 20 000            | barátságos         | Magyarország–Románia 2–0 (0–0) | Sárosi 73', Gyetvai 75'                                                           |
| 4. (247.)  | 1945. 09. 30. | Budapest, Üllői út              | 35 000            | barátságos         | Magyarország–Románia 7–2 (5–2) | Hidegkuti 8' 86', Puskás 15' 66', Zsengellér 25', Rudas 32' (11-esből), Nyers 39' |
| 5. (257.)  | 1947. 10. 12. | Bukarest                        | 35 000            | Balkán-bajnokság   | Románia–Magyarország 0–3 (0–2) | Egresi 21', Puskás 35' 74'                                                        |
| 6. (262.)  | 1948. 06. 06. | Újpest, Megyeri út              | 45 000            | Balkán-bajnokság   | Magyarország–Románia 9–0 (2–0) | Mészáros 30' 46', Egresi 43' 60' 71', Puskás 57' 87', Kocsis 66' 84'              |
| 7. (265.)  | 1948. 10. 24. | Bukarest                        | 48 000            | Balkán-bajnokság   | Románia–Magyarország 1–5 (0–1) | Perényi-Pecsovszky 77' és Puskás 44' 63' 84', Deák 50' 68'                        |
| 8. (289.)  | 1952. 07. 15. | Turku                           | 14 000            | Olimpiai-selejtező | Magyarország–Románia 2–1 (1–0) | Czibor 22', Kocsis 73' és Suru 86'                                                |
| 9. (312.)  | 1954. 09. 19. | Budapest, Népstadion            | 93 000            | barátságos         | Magyarország–Románia 5–1 (3–1) | Kocsis 20' 35', Hidegkuti, 44' 53', Budai II 68' és Ozon 24'                      |
| 10. (358.) | 1958. 10. 26. | Bukarest                        | 100 000           | barátságos         | Románia–Magyarország 1–2 (1–0) | Dinulescu 30' és Vasas 72', Tichy 78'                                             |
| 11. (466.) | 1972. 04. 29. | Budapest, Népstadion            | 68 585            | Eb-negyeddöntő     | Magyarország–Románia 1–1 (1–0) | Branikovits 10' és Szatmári 55'                                                   |
| 12. (468.) | 1972. 05. 14. | Bukarest                        | 75 000            | Eb-negyeddöntő     | Románia–Magyarország 2–2 (1–2) | Dobrin 14', Neagu 81' és Szőke 5', Kocsis 36'                                     |
| 13. (469.) | 1972. 05. 17. | Belgrád                         | 55 000            | Eb-negyeddöntő     | Magyarország–Románia 2–1 (1–1) | Kocsis 26', Szőke 87' és Neagu 33'                                                |
| 14. (555.) | 1981. 05. 13. | Budapest, Népstadion            | 62 000            | vb-selejtező       | Magyarország–Románia 1–0 (1–0) | Fazekas 18'                                                                       |
| 15. (558.) | 1981. 09. 23. | Bukarest                        | 75 000            | vb-selejtező       | Románia–Magyarország 0–0       |                                                                                   |
| 16. (727.) | 1998. 10. 14. | Budapest, Népstadion            | 30 000            | Eb-selejtező       | Magyarország–Románia 1–1 (0–0) | Hrutka 83' és Dinu 50'                                                            |
| 17. (733.) | 1999. 06. 05. | Bukarest                        | 25 000            | Eb-selejtező       | Románia–Magyarország 2–0 (2–0) | Ilie 2', Munteanu 15'                                                             |
| 18. (752.) | 2001. 06. 02. | Bukarest                        | 20 526            | vb-selejtező       | Románia–Magyarország 2–0 (1–0) | Niculae 5' 53'                                                                    |
| 19. (756.) | 2001. 09. 05. | Budapest, Népstadion            | 6 000             | vb-selejtező       | Magyarország–Románia 0–2 (0–2) | Ilie 11', Niculae 27'                                                             |
| 20. (781.) | 2004. 02. 21. | Nicosia                         | 1 200             | barátságos         | Magyarország–Románia 0–3 (0–1) | Mihut 11', Dănciulescu 89', Caramarin 90+2'                                       |
| 21. (841.) | 2009. 08. 12. | Budapest, Puskás Ferenc Stadion | 14 000            | barátságos         | Magyarország–Románia 0–1 (0–1) | Ghioane 42'                                                                       |
| 22. (877.) | 2013. 03. 22. | Budapest, Puskás Ferenc Stadion | zárt kapuk mögött | vb-selejtező       | Magyarország–Románia 2–2 (1–0) | Vanczák 16', Dzsudzsák 71' (11-esből) és Mutu 68' (11-esből), Chipciu 90+2'       |
| 23. (881.) | 2013. 09. 06. | Bukarest, Arena Națională       | 41 405            | vb-selejtező       | Románia–Magyarország 3–0 (2–0) | Marica 2', Pintilii 31', Tănase 88'                                               |
| 24. (890.) | 2014. 10. 11. | Bukarest, Arena Națională       | 54 000            | Eb-selejtező       | Románia–Magyarország 1–1 (1–0) | Rusescu 45' és Dzsudzsák 82'                                                      |
| 25. (897.) | 2015. 09. 04. | Budapest, Groupama Aréna        | 22 060            | Eb-selejtező       | Magyarország–Románia 0–0       |                                                                                   |

Magyar gólszerzők sorrendje, szerzett találatok szerint rendezve: Puskás (9 gól), Kocsis Sándor (5 gól), Egresi, Hidegkuti (4-4 gól), Mészáros, Deák, Szőke, Kocsis Lajos, Dzsudzsák (2-2 gól), Lázár, Toldi, Tóth Mátyás, Sárosi, Gyetvai, Zsengellér, Rudas, Nyers, Perényi-Pecsovszky, Czibor, Budai II, Vasas, Tichy, Branikovits, Fazekas, Hrutka, Vanczák (1-1 gól)

## Tabella
Tabella a forduló előtt
| Csapat         | M | Gy | D | V | G+ | G– | Gk | P  |
| -------------- | - | -- | - | - | -- | -- | -- | -- |
| Románia        | 6 | 4  | 2 | 0 | 7  | 1  | +6 | 14 |
| Észak-Írország | 6 | 4  | 1 | 1 | 8  | 4  | +4 | 13 |
| Magyarország   | 6 | 3  | 2 | 1 | 5  | 3  | +2 | 11 |
| Feröer         | 6 | 2  | 0 | 4 | 4  | 8  | –4 | 6  |
| Finnország     | 6 | 1  | 1 | 4 | 5  | 8  | –3 | 4  |
| Görögország    | 6 | 0  | 2 | 4 | 2  | 7  | –5 | 2  |

További eredmények
| 2015. szeptember 4. | Feröer      | 1–3 | Észak-Írország |
| 2015. szeptember 4. | Görögország | 0–1 | Finnország     |

Tabella a forduló után
| Csapat         | M | Gy | D | V | G+ | G– | Gk | P  |
| -------------- | - | -- | - | - | -- | -- | -- | -- |
| Észak-Írország | 7 | 5  | 1 | 1 | 11 | 5  | +6 | 16 |
| Románia        | 7 | 4  | 3 | 0 | 7  | 1  | +6 | 15 |
| Magyarország   | 7 | 3  | 3 | 1 | 5  | 3  | +2 | 12 |
| Finnország     | 7 | 2  | 1 | 4 | 6  | 8  | –2 | 7  |
| Feröer         | 7 | 2  | 0 | 5 | 5  | 11 | –6 | 6  |
| Görögország    | 7 | 0  | 2 | 5 | 2  | 8  | –6 | 2  |

Következő forduló
| 2015. október 8. | Magyarország   | Feröer      |
| 2015. október 8. | Észak-Írország | Görögország |
| 2015. október 8. | Románia        | Finnország  |